# Fadogia salictaria
Fadogia salictaria är en måreväxtart som beskrevs av Spencer Le Marchant Moore. Fadogia salictaria ingår i släktet Fadogia och familjen måreväxter. Inga underarter finns listade i Catalogue of Life.